# AEK-971
L'AEK-971 è un fucile d'assalto Russo/Sovietico, sviluppato presso lo stabilimento meccanico del Kovrov dal capo progettista Sergey Kokasharov nel 1980.

## Caratteristiche
Il design e la meccanica dell'AEK sono basati sui vecchi fucili AK-47, con una sensibilità e precisione maggiore di questi ultimi.

## Utilizzatori
- Afghanistan[2]
- Armenia[2]
- Azerbaigian[2]
- Bielorussia[2]
- Bulgaria[3]
- Estonia[2]
- Georgia[2]
- Giordania[2]
- Grecia [4]
- Kazakistan[2]
- Kirghizistan[2]
- Moldavia[2]
- Mongolia[2]
- Russia
- Corea del Nord[5]
- URSS[6]
- Tagikistan[2]
- Turkmenistan[2]
- Ucraina[2]
- Uzbekistan[2]

## L'AEK-971 nella cultura di massa
- In ambito videoludico l'AEK-971 compare nelle serie di Battlefield: Bad Company e 2 e in Battlefield 3, Battlefield 4 e Battlefield 2042.